# Alaktaga duża
Alaktaga duża, alaktaga (Allactaga major) – gatunek drobnego ssaka z podrodziny alaktag (Allactaginae) w obrębie rodziny skoczkowatych (Dipodidae).

## Zasięg występowania
Alaktaga duża występuje w Eurazji zamieszkując w zależności od podgatunku:
- A. major major – od Ukrainy (na wschód od rzeki Dniepr) i południowej europejskiej części Rosji przez Kazachstan i południową część zachodniej Syberii po północno-zachodni Uzbekistan (Karakałpacja) i skrajnie północno-zachodnią Chińską Republikę Ludową (północno-zachodni Sinciang).
- A. major djetysuensis – południowo-wschodni Kazachstan (obwód ałmacki, południowa część obwodu żambylskiego i obwód turkiestański), północny Kirgistan (obwód czujski i obwód tałaski) oraz Uzbekistan (północna część wilajetu taszkenckiego).
- A. major spiculum – między rzekami Irtysz i Ob w południowo-wschodniej Syberii Zachodniej (wschodnia część obwodu omskiego, obwodu nowosybirskiego i rejonu ałtajskiego w Rosji) i północno-wschodni Kazachstan (wschodnie części obwodu pawłodarskiego i obwodu wschodniokazachstańskiego).

## Taksonomia
Gatunek po raz pierwszy naukowo opisał w 1792 roku brytyjski przyrodnik Robert Kerr nadając mu nazwę Dipus sibiricus major. Holotyp pochodził z Naurzum, w obwodzie kustanajskim, w Kazachstanie. 
Autorzy Illustrated Checklist of the Mammals of the World rozpoznają trzy podgatunki.

### Etymologia
- Allactaga: mongolska nazwa Alak-daagha dla alaktagi dużej, od alak „srokaty”; daagha „źrebię”[19].
- major: łac. maior, maioris „większy”, forma wyższa od magnus „wielki, duży, silny”[20].
- djetysuensis: rejon Dżeti-Ögüz, Kirgistan.
- spiculum: łac. spica „kolec, punkt”; przyrostek zdrabniający -ulus[21].

## Morfologia
Długość ciała (bez ogona) 187–230 mm, długość ogona 250–305 mm, długość ucha 48–62 mm, długość tylnej stopy 85–101 mm; masa ciała 260–415 g. Posiada ubarwienie od brązowego po kolor piaskowy, od spodu białawe. Ogon w kolorze piaskowym z czarną końcówką zakończoną białą „kitką”. Tylne kończyny znacznie dłuższe od przednich, uszy stosunkowo długie.

## Ekologia
Żyje na lasostepach, stepach, suchych stepach oraz półpustyniach i pustyniach. Prowadzi nocny tryb życia. Dzień spędza w kopanych przez siebie norach. Zimę przesypia. Jest roślinożerny.
Miot składa się z 5-6 młodych.